# Linea Seibu Ikebukuro
La  Linea Seibu Ikebukuro (西武池袋線?, Seibu Ikebukuro-sen) gestita dalle Ferrovie Seibu è una ferrovia a scartamento ridotto che collega le stazioni di Ikebukuro a Tokyo e Agano, passando per i sobborgni a nord-ovest di Tokyo, come Tokorozawa. Da Agano molti treni continuano sulla linea Seibu Chichibu fino alla stazione di Seibu Chichibu o alla Hannō.

## Diramazioni
La linea Ikebukuro ha tre diramazioni con servizi diretti, oltre alla prosecuzione sulla linea Seibu Chichibu.
- Linea Seibu Toshima lunga 1,0 km, con treni locali da Ikebukuro
- Linea Seibu Yūrakuchō, un bypass della linea Yūrakuchō della Tokyo Metro, con treni rapidi e semiespressi da Hannō a Shin-Kiba, oltre che i locali
- Linea Seibu Sayama con treni diretti durante le vacanze e i giorni di partita della squadra di baseball Saitama Seibu Lions.

## Caratteristiche ferroviarie
Binari:
- Quadruplicamento: da Nerima a Nerima-Takanodai (3,5 km)
- Raddoppio: da Ikebukuro a Nerima (6,0 km), da Nerima-Takanodai a Hannō (40,2 km), dallo scalo di Kita-Hannō a quello di Musashigaoka (1,5 km)
- Singolo: il resto

## Servizi e stazioni

### Tipologie di servizi
Le abbreviazioni sono utili alla tabella sottostante, non sono formalmente utilizzate.
Locale (各停?, kakutei)
Ferma a tutte le stazioni. Il servizio più distante è quello da Ikebukuro ad Hannō, via Seibu Kyūjō-mae sulla linea Sayama, e via Toshimaen sulla linea Toshima. Anche i treni provenienti dalla linea Yūrakuchō della Tokyo Metro proseguono fino a Kotesashi.
Semi-Espresso (準急?, Junkyū) (SE)
Circola tutto il giorno, da Ikebukuro a Hannō e Seibu Kyūjō-mae. Servizio diretto dalla linea Yūrakuchō ad Hannō.
Semi-Espresso pendolari (通勤準急?, Tsūkin Junkyū) (CSE)
La mattina in entrambe le direzioni, la sera verso i sobborghi solo nei giorni settimanali. Da Ikebukuro a Tokorozawa, Kotesashi e Hannō, e Seibu Kyūjō-mae. In inglese il nome del servizio è indicato con "Semi-Express", esattamente lo stesso del Semi-Espresso indicato sopra.
Rapido (快速?, Kaisoku) (Ra)
La mattina e la sera da/per Ikebukuro, e continuativo sulla linea Yūrakuchō. Raggiunge Hannō (stagionalmente un servizio al giorno per Seibu Chichibu) e Seibu Kyūjō-mae.
Espresso pendolari (通勤急行?, Tsūkin Kyūkō) (CE)
Solo la mattina, da Hannō a Ikebukuro. In inglese è descritto come "Express", non distinguibile dall'"Express" qui sotto.
Espresso (急行?, Kyūkō) (Ex)
Attivo tutto il giorno, da Ikebukuro a Hannō.
Espresso rapido (快速急行?, Kaisoku Kyūkō) (RE)
Tutto il giorno nei giorni settimanali da Ikebukuro a Seibu Chichibu. Nei giorni di vacanza è attivo la mattina verso Tokyo e la sera verso i sobborghi, con alcuni sulla linea Chichibu.
Espresso limitato (特急?, Tokkyū) (LE)
Da Ikebukuro a Seibu Chichibu, treni con nome Chichibu (ちちぶ?) o Musashi (むさし?), con pagamento supplementare per il servizio Espresso Limitato.

### Stazioni
| Stazione             | Giapponese   | SE | CSE | Ra                                          | CE       | Ex | RE | LE | Transfers | Location          | Location |
| -------------------- | ------------ | -- | --- | ------------------------------------------- | -------- | -- | -- | -- | --- | ----------------- | -------- |
| Linea Ikebukuro      |              |    |     |                                             |          |    |    |    | |                   |          |
| Ikebukuro            | 池袋         | ●  | ●   | ●                                           | ●        | ●  | ●  | ●  | ■ Linea Shōnan-Shinjuku ■ Linea Saikyō ■ Linea Yamanote ● Linea Tōbu Tōjō Tokyo Metro Marunouchi Line Tokyo Metro Yūrakuchō Line Tokyo Metro Fukutoshin Line | Toshima           | Tokyo    |
| Shiinamachi          | 椎名町       | \| | \|  | \|                                          | \|       | \| | \| | \| | | Toshima           | Tokyo    |
| Higashi-Nagasaki     | 東長崎       | \| | \|  | \|                                          | \|       | \| | \| | \| | | Toshima           | Tokyo    |
| Ekoda                | 荏子田       | \| | \|  | \|                                          | \|       | \| | \| | \| | Nerima |                   | Tokyo    |
| Sakuradai            | 桜台         | \| | \|  | \|                                          | \|       | \| | \| | \| | Nerima |                   | Tokyo    |
| Seibu Yūrakuchō Line |              |    |     |                                             |          |    |    |    | |                   |          |
| Kotake-Mukaihara     | 小竹向原     | ●  |     | ●                                           |          |    |    |    | Linea Yūrakuchō Linea Fukutoshin | Nerima            | Tokyo    |
| Shin-Sakuradai       | 新桜台       | ●  | ●   |                                             |          |    |    |    | | Nerima            | Tokyo    |
| Ikebukuro Line       |              |    |     |                                             |          |    |    |    | |                   |          |
| Nerima               | 練馬         | ●  | ●   | ●                                           | \|       | \| | \| | \| | Linea Ōedo | Nerima            | Tokyo    |
| Toshima Line         |              |    |     |                                             |          |    |    |    | |                   |          |
| Toshimaen            | 豊島園       |    |     |                                             |          |    |    |    | | Nerima            | Tokyo    |
| Ikebukuro Line       |              |    |     |                                             |          |    |    |    | |                   |          |
| Nakamurabashi        | 中村橋       | \| | \|  | \|                                          | \|       | \| | \| | \| | | Nerima            | Tokyo    |
| Fujimidai            | 富士見台     | \| | \|  | \|                                          | \|       | \| | \| | \| | | Nerima            | Tokyo    |
| Nerima-Takanodai     | 練馬高野台   | \| | \|  | \|                                          | \|       | \| | \| | \| | | Nerima            | Tokyo    |
| Shakujii-kōen        | 石神井公園   | ●  | \|  | ●                                           | ●        | ●  | ●  | \| | | Nerima            | Tokyo    |
| Ōizumi-gakuen        | 大泉学園     | ●  | ●   | \|                                          | ●        | \| | \| | \| | | Nerima            | Tokyo    |
| Hōya                 | 保谷         | ●  | ●   | \|                                          | ●        | \| | \| | \| | Nishi- Tokyo |                   | Tokyo    |
| Hibarigaoka          | ひばりが丘駅 | ●  | ●   | ●                                           | \|       | ●  | ●  | \| | Nishi- Tokyo |                   | Tokyo    |
| Higashi-Kurume       | 東久留米     | ●  | ●   | ●                                           | ●        | \| | \| | \| | Higashi- Kurume |                   | Tokyo    |
| Kiyose               | 清瀬         | ●  | ●   | ●                                           | \|       | \| | \| | \| | Kiyose |                   | Tokyo    |
| Akitsu               | 安芸津       | ●  | ●   | ●                                           | \|       | \| | \| | \| | ■ Linea Musashino (Stazione di Shin-Akitsu) | Higashi- Murayama | Tokyo    |
| Tokorozawa           | 所沢         | ●  | ●   | ●                                           | ●        | ●  | ●  | ●  | Linea Seibu Shinjuku | Tokorozawa        | Saitama  |
| Nishi-Tokorozawa     | 西所沢       | ●  | ●   | ●                                           | ●        | ●  | \| | \| | Linea Seibu Sayama | Tokorozawa        | Saitama  |
| Linea Sayama         |              |    |     |                                             |          |    |    |    | |                   |          |
| Shimo-Yamaguchi      | 下山口       | ●  | ●   | ●                                           | ●        | ●  |    |    | | Tokorozawa        | Saitama  |
| Seibu Kyūjō-mae      | 西武球場前   | ●  | ●   | ●                                           | ●        | ●  |    |    | | Tokorozawa        | Saitama  |
| Linea Ikebukuro      |              |    |     |                                             |          |    |    |    | |                   |          |
| Kotesashi            | 小手指       | ●  | ●   | ●                                           | ●        | ●  | ●  | \| | | Tokorozawa        | Saitama  |
| Sayamagaoka          | 狭山ヶ丘     | ●  | ●   | ●                                           | ●        | ●  | \| | \| | | Tokorozawa        | Saitama  |
| Musashi-Fujisawa     | 武蔵藤沢     | ●  | ●   | ●                                           | ●        | ●  | \| | \| | Iruma |                   | Saitama  |
| Inariyama-kōen       | 稲荷山公園   | ●  | ●   | ●                                           | ●        | ●  | \| | ●  | Sayama |                   | Saitama  |
| Irumashi             | 入間市       | ●  | ●   | ●                                           | ●        | ●  | ●  | ●  | Iruma |                   | Saitama  |
| Bushi                | 仏子         | ●  | ●   | ●                                           | ●        | ●  | \| | \| | Iruma |                   | Saitama  |
| Motokaji             | 元加治       | ●  | ●   | ●                                           | ●        | ●  | \| | \| | Iruma |                   | Saitama  |
| Hannō                | 飯能         | ●  | ●   | ●                                           | ●        | ●  | ●  | ●  | Hannō |                   | Saitama  |
| Higashi-Hannō        | 東飯能       |    |     |                                             |          |    | ●  | \| | Hannō |                   | Saitama  |
| Koma                 | 高麗         | ●  | *   | Hidaka                                      |          |    |    |    | |                   | Saitama  |
| Musashi-Yokote       | 武蔵横手     | ●  | \|  | Hidaka                                      |          |    |    |    | |                   | Saitama  |
| Higashi-Agano        | 東吾野       | ●  | \|  | Hannō                                       |          |    |    |    | |                   | Saitama  |
| Agano                | 吾野         | ●  | \|  | Hannō                                       |          |    |    |    | |                   | Saitama  |
| Nishi-Agano          | 西吾野       | ●  | \|  | Hannō                                       |          |    |    |    | |                   | Saitama  |
| Shōmaru              | 正丸         | ●  | \|  | Hannō                                       |          |    |    |    | |                   | Saitama  |
| Ashigakubo           | 芦ヶ久保     | ●  | *   | Yokoze, Distretto di Chichibu               |          |    |    |    | |                   | Saitama  |
| Yokoze               | 横瀬         | ●  | ●   | Yokoze, Distretto di Chichibu               |          |    |    |    | |                   | Saitama  |
| Seibu Chichibu       | 西武秩父     | ●  | ●   | Ferrovia Chichibu (Stazione di Ohanabatake) | Chichibu |    |    |    | |                   | Saitama  |